# Akademie der Fechtkunst Deutschlands
Die Akademie der Fechtkunst Deutschlands e. V. (ADFD) ist die Organisation der Fechtmeister in Deutschland.
Die ADFD versteht sich als Nachfolgerin verschiedener Organisationen, in denen Fechtmeister in den vergangenen sechs Jahrhunderten tätig waren. Er entstand 1952 zur Zeit des Verbots der studentischen Mensur als Abspaltung vom Verband der Fechtmeister (VdF). Neugründer der ADFD war Oskar Adler. Präsidenten nach ihm waren Gerd Meyer und Walter Kling. Seit 1988 wird die ADFD von Mike Bunke geführt.
Die ADFD führt Ausbildungskurse durch, deren höchste Qualifikation die des Fechtmeisters ist. Die Ausbildung zum Fechtmeister umfasst neben dem Sportfechten auch das Szenische Fechten (Bühnenfechten) und eine Einführung in das akademische Fechten. Sie dauert, bei einer Gesamtstundenanzahl von 600, ca. 18 Monate und wird an verlängerten Wochenenden durchgeführt. Heute arbeitet die ADFD auch eng mit dem Verband der Fechtmeister zusammen, der sich vorwiegend mit dem akademischen Fechten befasst.
Die ADFD veröffentlicht die Zeitschrift Fechtkunst.